# Маркс, Торбен
То́рбен Маркс (нем. Thorben Marx; 1 июня 1981, Западный Берлин) — немецкий футболист, полузащитник.

## Карьера
Торбен начал заниматься футболом в команде «Штерн Маринфельде», откуда транзитом через зелендорфскую «Герту» перешёл в «Герту» основную — берлинскую.
В 2000 году попал во вторую команду берлинцев, но тренеру главной команды Юргену Рёберу юноша понравился, и он решил привлечь его к тренировкам с основной командой. 25 ноября 2000 года Торбен дебютировал в Бундеслиге в выездном матче 14-го тура против «Айнтрахта», который закончился разгромной победой «Герты» со счётом 4:0 благодаря дублю Михаэля Преца. Маркс же на 88-й минуте заменил Себастьяна Дайслера. Это появление на поле стало единственным в том сезоне. Во втором сезоне Торбен сыграл уже 12 матчей, а в следующем уже 26, что показывает, что тогда он смог закрепиться в команде. А в сезоне 2005/06 это место ушло от него. Фалько Гёц стал предоставлять возможности молодому Кевину-Принсу Боатенгу, а также приобретённому нидерландцу Эллери Кайро.
Следующий сезон Торбен начал в составе билефельдской «Арминии», которая решила укрепить полузащитные линии перед новым сезоном. 12 августа 2008 года Торбен дебютировал в составе «Арминии» в гостевом матче первого тура против «Гамбург», который закончился вничью 1:1. Маркс вышел на поле в основном составе и провёл весь матч. Торбен сразу же смог завоевать место в основе, проведя в первом сезоне 26 матчей.
После вылета «Арминии» в сезоне 2008/09 во вторую Бундеслигу Торбен покинул команду и перешёл в мёнхенгладбахскую «Боруссию». Дебют за новую команду в Бундеслиге состоялся 9 августа 2009 года в выездном матче первого тура против «Бохума», который закончился вничью 3:3.